# Протесты азербайджанцев в Иране (2015)
Протесты азербайджанцев в Иране начались 9 ноября 2015 года после показа в эфире телепередачи «Fitileh» на государственном телеканале Ирана (IRIB) «TV 2» оскорбившего азербайджанцев телеспектакля. Сотни проживающих в Иране этнических азербайджанцев вышли на акции протеста в таких крупнейших городах как Тебриз, Урмия, Зенджан. Иранская полиция использовала слезоточивый газ для разгона демонстрантов, провела многочисленные аресты. Есть данные об одном погибшем. Впоследствии глава гостелеканала публично извинился, а сотрудник IRIB, нёсший ответственность за мониторинг программ, был уволен. Работа программы «Fitileh» была приостановлена.

## Предыстория
Данные о численности азербайджанцев в Иране разнятся. Так, согласно энциклопедии Британника, на рубеже XXI века в Иране насчитывалось более 15 миллионов азербайджанцев. По данным книги 2002 года историка Авраама Селы «The Continuum Political Encyclopedia of the Middle East» численность азербайджанцев в Иране — около 20 миллионов человек. В «Encyclopedia of the Stateless Nations» поясняется, что определить точное количество южных азербайджанцев в Иране трудно, так как официальные статистические данные не показывают подробную этническую структуру Ирана. UNPO приводит численность в 30 миллионов. Азербайджанцы в основном сосредоточены на северо-западе Ирана, в Южном Азербайджане: в провинциях Западный и Восточный Азербайджан, Ардебиль, а также Зенджан, Газвин, Хамадан, Гилян.
В 2006 году опубликованная в воскресном детском выпуске государственной газеты «Иран» карикатура, высмеивающая азербайджанский язык (на рисунке, мальчик, увидев таракана, повторяет на фарси слово «таракан». На что таракан отвечает ему по-азербайджански: «Что?»), вызвала волну протеста среди азербайджанского населения. Правительство применило силу с последующими арестами. В результате массовых потасовок 19 человек погибли, множество демонстрантов было арестовано. Карикатурист Мана Нейестани также был арестован.
В 2014 году был опубликован доклад США по правам человека, согласно которому проживающие в Иране азербайджанцы обвиняют правительство в дискриминации, запрещении использования азербайджанского языка в школах, преследовании азербайджанских активистов, изменении азербайджанских географических названий.

## Причина
6 ноября 2015 года в эфире детской комедийной телепередачи «Fitileh» («фитиль»), транслирующейся на государственном телеканале Ирана (IRIB) «TV 2» был показан диалог актёров на азербайджанском языке, один из которых изображал этнического азербайджанца, чистящего зубы туалетной щеткой. Было также употреблено предложение: «…азербайджанские дети пахнут очень плохо, из их рта всегда воняет, так как они путают зубную щетку с туалетной».
Так, в телеспектакле повествовалось об азербайджанском ребёнке, который, оставаясь вместе с отцом в гостинице, перепутал зубную щётку с туалетной и почистил им свои зубы. Отец ребёнка приходит с жалобой на плохой запах в гостинице к директору отеля, который просит у него прощения и говорит, что в том, что в отеле плохой запах, виноват его сын.

## Ход демонстраций
9 ноября сотни этнических азербайджанцев вышли на акцию протеста против телепередачи, оскорбившей азербайджанцев. Демонстрации прошли в Тебризе, Урмии, Ардебиле, Зенджане, Мешкине, а также в Тегеране. Люди шли по улицам, скандируя «Остановить расизм против азербайджанцев», «Мы тюрки», «Смерть расизму», «Да здравствует Азербайджан» (недоступная ссылка). Первая акция протеста была проведена сотнями студентов Урмийского университета. В Тегеране демонстранты провели акции протеста на площади «Топхана», в Тебризе прошли по улицам Осдандари и Раста, в Урмии — по улицам Сардаран, Аялат и Хайям, а в Зенджане — собрались на площади Революции.
Полиция и силы безопасности использовали слезоточивый газ и водометы для разгона протестующих. Десятки людей были задержаны полицией, было много раненых. Некоторые участники акции подверглись нападению со стороны сотрудников полиции и сил безопасности. 10 ноября во время одного из столкновений в городе Урмия в Западном Азербайджане один из протестующих по имени Али Акпер Муртаза оглы получил побои, от которых скончался. Акция протеста в Ардебиле была жестоко разогнана полицейскими силами. 10 ноября студенты Тебризского университета также провели акцию протеста.
Начальник полиции Тебриза, полковник Фарханг Нороузи опроверг заявление о произошедших между полицией и протестующими столкновениях, отметив, что полиция действовала мирно в отношении протестующих.
По словам очевидцев, в Тебризе, где полиция с использованием слезоточивого газа пыталась разогнать демонстрантов, у перекрёстка Сирахи-Амин люди в штатском, напав на женщин, избили их и начали стрелять в воздух. Свидетели событий утверждают, что столкновения в Тебризе произошли у здания муниципалитета. В Урмии же главный проспект города и базар были перекрыты, в связи с чем люди не могли выйти с базара. Столкновения с полицией произошли и в городе Мешкин, где собравшиеся на Аллее Имама протестующие скандировали «Я тюрок», «смерть расизму» и пр. (недоступная ссылка)
К 11 ноября было задержано 47 человек, из них 14 — в городе Урмия.

## Акции протеста в других странах
Перед посольствами Ирана в различных странах проживающие там азербайджанцы также провели акции протеста. 
10 ноября Националистической молодежной организацией была организована акция протеста перед зданием посольства Ирана в Баку. Резолюция акции была передана посольству. Участники акции разошлись только после вмешательства сил правопорядка.
14 ноября группа активистов провела акцию протеста перед генеральным консульством Ирана в Стамбуле, осуждая иранское государственное телевидение в оскорблении национальных чувств азербайджанцев. 17 ноября 2015 года в турецких городах Карс и Ардахан акции протеста провели представители ультраправой организации «Идеалисты».

## Последствия
9 ноября глава государственного вещательного канала Ирана (IRIB) Мохаммад Сарафраз извинился за эпизод, который, как он заявил, оскорбил этнических азербайджанцев. Сарафраз обещал, что продюсеры программы будут строго наказаны. Глава отдела по работе с общественностью IRIB Давуд Немати-Анарки также извинился за действия телепрограммы.
Итогом жалоб проживающих в Иране азербайджанцев стала приостановка Государственной телекомпанией Ирана (IRIB) вещания телепрограммы. В IRIB отметили, что данный инцидент является ошибкой и следствием отсутствия надлежащего контроля. Несущий ответственность за мониторинг программ сотрудник IRIB был уволен, а двое других должностных лиц получили выговоры за халатность. Работа самой программы «Fitileh», в которой прозвучали оскорбления, была приостановлена, а творческий состав наказан.

## Анализ событий
Комментируя данную ситуацию, директор Центра политических инноваций и технологий Азербайджана, политолог Мубариз Ахмедоглу заявил журналистам, что стоящие во главе персидского государства люди считают, что для «усиления государственности обязательно нужно оскорблять другие нации» с целью «показать своё главенство».
Азербайджанский политолог и востоковед Зардушт Ализаде, назвав скандальный сюжет антиазербайджанским и примером «ярого неуважения», тем не менее посоветовал протестующим в Азербайджане против нарушений прав азербайджанцев в Иране не усугублять положение.
Историк и политолог доктор Теодор Карасик, касаясь ситуации с ноябрьскими протестами, заявил, что к возникновению очага напряженности привело сложное положение миллионов иранских азербайджанцев, оказавшихся, по словам Карасика, «под гнётом Тегерана и постоянным потоком оскорблений».